# 新法利隆自行車場

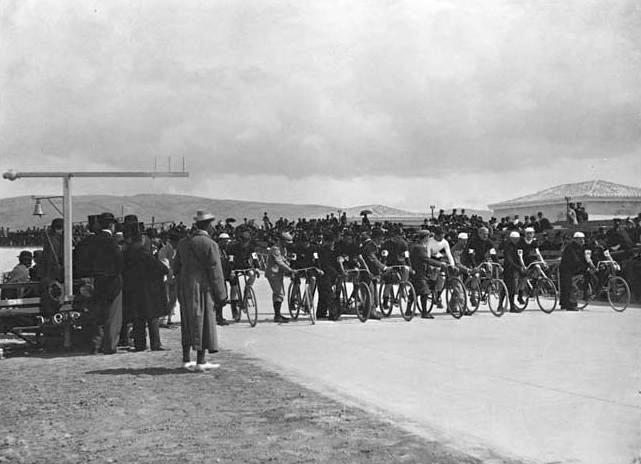
1896年3月27日，雅典奧運會單車100公里場地比賽起點。

新法利隆自行車場（Neo Phaliron Velodrome）位於希臘比雷埃夫斯的新法利隆區，是一個自行車競技場，曾用於1896年雅典奧運會的自行車比賽 。這個場地是雅典比雷埃夫斯火車公司捐贈給希臘奧林匹克委員會，及後場地拆除改建為足球場並成為奧林比亞高斯體育會（Olympiacos CFP）及比雷埃夫斯體育會（Ethnikos Piraeus）的足球隊主場。1964年進行擴建，並以希臘獨立戰爭軍事指揮官和領袖乔治斯·卡赖斯卡基斯的名字命名。新改建的卡雷斯卡基斯體育場在1969年舉辦歐洲田徑錦標賽和1971年歐洲盃賽冠軍盃決賽。
卡雷斯卡基斯體育場在2004年再次重建，並成為2004年雅典奧運會足球比賽比賽場地之一，包括女子足球金牌賽。目前該體育場是希臘第二大的足球場，可容納32,115名觀眾，是國內勁旅奧林比亞高斯的主場。

## 外部鏈接
- 1896 Summer Olympics official report. （页面存档备份，存于） pp. 74–75 in Volume II, but shown as pp. 194–95 in pdf file for 27 March 1896 in report and pp. 97–99 in Volume II, but shown as pp. 217–9 in pdf file for 30 March 1896.

37°56′46.21″N 23°39′52.33″E / 37.9461694°N 23.6645361°E